# Bajo la red
Bajo la red  (título original en inglés, Under the Net) es la primera novela de Iris Murdoch, publicada en el año 1954. Ambientada en Londres, es la historia de un joven escritor, Jake Donaghue. Su mezcla de lo filosófico y lo picaresco ha hecho que se trate de la obra más popular de Murdoch.
Dedicó la novela a Raymond Queneau. Cuando Jake deja el piso de Madge en el capítulo 1, dos de los libros que menciona haberse llevado son Murphy de Samuel Beckett, y Pierrot mon Ami de Queneau, ambos tienen resonancias en esta historia. El epígrafe, de la Secular Masque de John Dryden, se refiere a la forma en la que el principal personaje es llevado de un lugar a otro por sus malentendidos.
En 2005, la novela fue elegida por la revista TIME como una de las cien mejores novelas en inglés de 1923 hasta aquella fecha. Los editores de Modern Library eligieron la obra como una de las mejores novelas escritas en inglés en el siglo XX.

## Explicación del título
La "red" en cuestión es la red del lenguaje. En el capítulo 6, una cita del libro de Jake The Silencer incluye el fragmento: "Toda teorización es una huida, Debemos ser gobernados por la situación en si y esto es indeciblemente particular. De hecho, es algo a lo que nunca nos podemos acercar, no importa lo mucho que nos esforcemos como si fuera arrastrarse por debajo de la red."

## Resumen de la trama

### Capítulos 1-5: Expulsado
Jake Donaghue acaba de llegar a Londres de un viaje por Francia. Finn, un pariente lejano que es tan servil que a veces se le confunde con un criado, le dice a Jake que les van a echar de la casa de Madge, donde han estado viviendo en precario durante dieciocho meses. Una conversación con Madge pone de manifiesto que les quitan de allí para hacer hueco a su nuevo amante, el rico corredor de apuestas Sammy Starfield.
Va con su maleta a la tienda de la esquina, llena de gatos, de la señora Tinckham para comprobar que tiene todos sus manuscritos y tratar de imaginar dónde vivir. Sólo falta un manuscrito: su traducción de Le Rossignol de Bois, una novela de Jean-Pierre Breteuil. Es un trabajo mediocre que ha hecho por dinero. Piensa en un viejo amigo, un filósofo llamado Dave Gellman, y va a su piso. Se está celebrando un mitin político allí, y Dave es displicente, pero le permite dejar allí su maleta. Finn sugiere que le pregunte a Anna Quentin, una cantante de la que se enamoró en el pasado.
Jake no ha visto a Anna durante varios años. Al final la encuentra en el Teatro Riverside Miming, en Hammersmith Mall, y la encuentra en una habitación de utilería "como una vasta juguetería". Es feliz de verlo, pero de alguna manera se siente incómoda cuando él le pregunta por su nuevo proyecto, que involucra el mimo. Ella le sugiere que le pida ayuda a Sadie, su hermana, una estrella de cine. Después ella se marcha y él pasa la noche en esa habitación de utilería.
A la mañana siguiente, Jake va a la calle Welbeck en busca de Sadie, y allí descubre que ella está en su peluquería de Mayfair. Él se acicala, y va a hablarle. Ella está muy feliz de verlo allí, y le pide que cuide su piso mientras ella se esconde de un admirador llamado Hugo Belfounder, un fabricante de fuegos artificiales que ahora es propietario de un estudio de cine.
Ocurre que Hugo fue un antiguo amigo de Jake. Se han encontrado hace tiempo como participantes en un experimento de cura del catarro, y ha tenido largas discusiones filosóficas que Jake, sin saberlo Hugo, ha volcado en un libro llamado The Silencer. Porque Hugo creíua que el idioma estaba corrompido, Jake sentía que la creación del libro no era la clase de traición, y había roto unilateralmente la amistad después de su publicación, no deseando enfrentarse al enojo de Hugo.
Jake vuelve a donde Madge para coger su radio, y se encuentra allí con Sammy. Jake está preparado para luchar, pero el corredor de apuestas es amistoso e incluso le ofrece dinero para marcharse. Esto lleva a que apuesten por teléfono; ellos ganan £633 10s, y Sammy promete enviarle un cheque.

### Capítulos 6-10: Anna y Hugo
Jake va al piso de Sadie para empezar a cuidarlo, y se ve sorprendido al ver una copia de The Silencer en una balda; ¿se lo dio Hugo a ella? Pronto se destruye el placer del lujo en el piso: primero por una llamada de Hugo, preguntando por la señorita Quentin (cuelga en cuanto oye a Jake), y en segundo lugar por el descubrimiento de que ha sido deliberadamente encerrado. Llama desde la ventana a sus amigos, Dave y Finn, quienes fuerzan la cerradura y lo rescatan. Jake decide encontrar a Hugo, quien debe amar a Anna, y le ha dado a ella la idea para el teatro de mimo.
Los tres hombres cogen un taxi al viaducto de Holborn. Encuentran abierta la puerta de Hugo, y una nota que dice "Ido al pub". Así va de bar4es; no encuentran a Hugo, pero se emborrachan. En el Skinners' Arms, se les une Lefty Todd, un activista político. Después de que Lefty someta a  Jake a una especie de catequismo socialista, van a dar un paseo, y todos salvo Dave se ponen a nadar en el Támesis. Al día siguiente, Dave tardíamente da a Jake una carta de parte de Anna; ella quiere verlo tan pronto como sea posible. Él se apresura a ir al teatro Riverside, pero todo está empaquetado y ella se ha ido. Desolado, se monta en el camión que se lleva los contenidos de la habitación de utilería.
Jake vuelve al piso de Sadie para hurtar su copia de The Silencer, pero al acercarse a su puerta, oye una conversación entre ella y Sammy sobre su traducción más reciente. Su prolongado cotilleo atrae la atención asombrada de los vecinos, pero él consigue deducir que Sadie y Sammy están planeando usar su traducción de Le Rossignol de Bois como base de una propuesta de cine, y que ellos no están planeando recompensarlo por su uso. Él está furioso.

### Capítulos 11-13: el señor Mars
Con la ayuda de Finn, Jake irrumpe en el piso de Sammy en Chelsea para coger el texto mecanografiado, pero no pueden encontrarlo; en lugar de ello, en el momento, Jake decide secuestrar el perro estrella de Sammy, un alsaciano llamado señor Mars, con el propósito de extorsionarlo. No pueden abrir la jaula del perro, de manera que con gran dificultad llevan toda la jaula y liman los barrotes para sacar al perro. Un breve artículo periodístico revela a Jake que Anna está viajando a Hollywood, pasando por París.
Acompañado por el señor Mars, la búsqueda de Jake por Hugo lo lleva al estudio Bounty Belfounder, en el sur de Londres. Una enorme multitud se ha reunido en un decorado de la Antigua Roma; están escuchando un discurso político pronunciado por Lefty Todd. Es la primera vez en años que Jake ha visto a Hugo, y lo saca a rastras poara hablar con él, pero la repentina llegada de los Nacionalistas Unidos causa una revuelta, y tienen que echar a correr. Sus intentos de escapar a la violencia, que implican el uso improvisado de explosivos, hace que se caiga el decorado. Cuando llega la policía y anuncia que "nadie puede irse", Jake consigue escaparse del interrogatorio diciendo al señor Mars que se haga el muerto, y sacándolo en brazosw, supuestamente para encontrar un veterinario.
Jake tiene que hacer todo el camino de vuelta, y pasa la noche durmiendo en un banco. Al volver donde Dave encuentra el cheque de Sammy por £600. Preguntándose qué hacer con el señor Mars, Jake le pide a Dave que le ayude a escribir una carta de chantaje, y después de mucho discutir deciden exigir £100. Llegan dos telegramas para Madge, con una oferta de trabajo en París y una orden de £30 para gastos de viaje. Pero Dave tiene que decirle a Jake que Sammy ha cancelado el enorme cheque. Consternados, juntos deciden reunir £50 para apostar en Lyrebird; luego Jake se marcha a Francia.

### Capítulos 14-16: París
En París, Jake queda asombrado al descubrir que la última novela de Jean-Pierre Breteuil, Nous les Vainqueurs, ha ganado el Premio Goncourt, y habiendo desdeñado la obra de Breteuil durante tanto tiempo queda sorprendido y envidioso. La oferta de Madge resulta ser una especie de sinecura de la industria cinematográfica, y se descubre a sí mismo rechazándolo con disgusto por razones que él mismo no puede explicar.
Se da cuenta de que es el día de la Bastilla, y vaga por la ciudad durante horas aturdido. Por la tarde, está viendo fuegos artificiales cuando ve a Anna. Intenta seguirla, pero la multitud se lo impide. Casi la coge en el pareque, después de que ella deje sus zapatros para caminar descalza sobre la hierba. Pero la pierde brevemente de vista, y la mujer a la que se dirige no es ella.
Jake vuelve a Londres la mañana siguiente para encontrarse con que Lyrebird ha ganado con baja probabilidad, 20 a 1. Finn ha cogido su parte del dinero y desapareció. Le siguen varios días de inactividad aletargada, para desesperación de Dave.

### Capítulos 17-20: El hospital
Jake coge un trabajo de celador en un hospital. Cuando Hugo es admitido (ha resultado herido por un ladrillo durante un mitin político), Jake ve su oportunidad de una conversación seria con su viejo amigo. Pero como celador se ve fuertemente desmotivado para hablar con los pacientes, y decide regresar en medio de la noche. Deja abierta la ventana de un almacén.
Con una inmensidad de daños, Jake tiene éxito al alcanzar la habitación de Hugo poco después de la una de la mañana. La conversación no es en absoluto lo que él esperaba: Hugo no está en absoluto enfadado con Jake, y resulta que mientras Anna está verdaderamente colada con Hugo, el propio Hugo está enamorado de Sadie, y Sadie de Jake—no un triángulo amoroso, sino un diamante de amor en un solo sentido. Hugo exige que Jake lo ayude a escapar. Jake lo hace así, pero los ve un portero hostil, Stitch, y Jake sabe que ha perdido el trabajo.
Cuando Jake va después al piso de Hugo, se encuentra con que Hugo se ha ido, dejando todo lo que le pertenece a Lefty y su partido político. En casa de la señora Tinckham, lee cartas de Finn y Sadie. Finn ha regresado a Irlanda, como siempre dijo que haría; Sadie sugiere que él compre al señor Mars por £700, y aunque esto hace que Jake vuelva a estar financieramente como al principio, decide que es el único curso de acción posible. Con la señora Tinckham, escucha a Anna cantando por la radio, y habiendo hecho las paces con Hugo y con The Silencer él se da cuenta de que su carrera literaria está justo empezando.

## Personajes
- James Donaghue (Jake), un treintañero escritor y traductor
- Peter O'Finney (Finn), un primo lejano
- Magdalen Casement (Madge), una mecanógrafa que vive en Earls Court Road
- Samuel Starfield (Sammy), un rico librero
- La señora Tinckham, una tendera adicta al tabaco y amante de los gatos que vive cerca de Charlotte Street
- Dave Gellman, un filósofo entimetafísico judío, que vive en Goldhawk Road
- Lefty Todd, líder del Nuevo Partido Socialista Independiente
- Anna Quentin, una cantante
- Sadie Quentin, una estrella de cine
- Hugo Belfounder, fabricante de fuegos artificiales y magnate del cine
- Ward Matron; Sister Piddingham; Stitch, un botones de hospital
- El señor Mars, un alsaciano de catorce años, la estrella de muchas películas populares de animal
- Jean-Pierre Breteuil, escritor francés entre cuyas novelas están:
  - Le Rossignol de Bois ("El ruiseñor de madera")
  - Les Pierres de l'Amour ("Piedras de amor")
  - Nous les Vainqueurs ("Nosotros los vencedores")
- Homer K. Pringsheim (H.K.), un magnate del cine estadounidense

## Edición en España
- Bajo la red, Iris Murdoch. Espasa Libros, S.L. 1992, ISBN 978-84-239-7287-6